# 天主教珀斯總教區
天主教珀斯總教區（拉丁語：Archidioecesis Perthensis）是澳大利亞一個羅馬天主教教省總教區，下轄三個教區。
教區包括西澳大利亞州西南部，教座位於首府珀斯。2004年有教友380,010人、103個堂區、287名司鐸。現任總主教為弟茂德·科斯特羅伊。
1845年5月6日建立教區，1913年8月28日升為總教區。